# Foires du Languedoc
Les foires du Languedoc sont un ensemble de foires organisées régulièrement au XIIe siècle et participant de la renaissance économique du Languedoc.

## Définition
Le terme « foire » nécessite toutefois une définition. En effet, Jean Combes, dans son analyse sur les foires du Languedoc, distingue le simple marché (en latin : forum ou mercatum) qui est une « réunion hebdomadaire d'importance strictement régionale » et la foire (qui est désigné souvent au pluriel en latin : nundine) et qui n’a lieu qu'une fois par an mais dure plusieurs jours. Ces dernières bénéficient d'un rayonnement plus important. Combes souligne la confusion existante dans les textes entre ces deux mots.
Étant souvent associée à une fête religieuse, en bas latin feria qui a donné le mot français « foire », elles attiraient les pèlerins, eux-mêmes suivit par des marchands. Selon Combes, cela a pu entraîné une confusion menant certaines de ces fêtes à prendre le nom de « foire » sans pour autant qu'une activité commerciale majeure ait eu lieu.

## Sources